# Xenomania
Xenomania est une maison de production indépendante, formée par le producteur de musique Brian Higgins à la fin des années 1990. L'équipe est composée de Brian Higgins, Miranda Cooper, Tim Powell et Nick Coler. Xenomania a composé et produit de nombreux succès, entre autres pour les groupes pop féminins Girls Aloud et Sugababes.

## Histoire

### Naissance de Xenomania
Brian Higgins commence sa carrière dans les années 1990, en tant que musicien de session. Il participe au troisième album de la chanteuse australienne Dannii Minogue, sorti en 1997, et coécrit le single All I Wanna Do, qui se classe dans le Top 5 britannique. En 1998, Higgins coécrit le single Believe pour la chanteuse américaine Cher, qui remporte trois Ivor Novello Awards et dont les ventes ont dépassé le million et demi d'exemplaires. Après avoir signé un contrat avec London Records en 1999, Brian Higgins rencontre Miranda Cooper, artiste également signée par London sous le pseudonyme de Moonbaby. Ensemble ils composent le titre Here We Go, sorti en 2000. Brian Higgins est ensuite remercié par le label. Il crée alors une équipe de production indépendante, baptisée Xenomania et s'établit à l'écart de Londres, dans un village situé dans le comté du Kent,,.

### La collaboration avec Girls Aloud
En 2002, Xenomania écrit et produit trois hit singles pour Sound of the Underground, le premier album du groupe Girls Aloud révélé par l'émission Popstars. Xenomania produit toutes les chansons de leur second album, What Will The Neighbours Say?. Les cinq singles extraits du disque, dont trois sont composés par Xenomania, se classent dans le Top 10 britannique. La collaboration s'est poursuivie avec les albums Chemistry et Tangled Up, édités en 2005 et 2007.

### Autres collaborations
En 2002 et 2003, Xenomania écrit pour les Sugababes les titres Round Round et Hole in the Head, qui se classent tous les deux en tête des charts britanniques.
En 2004, Xenomania écrit et produit le single Giving You Up, qui figure sur l'album best of Ultimate Kylie. L'année suivante, le morceau atteint la 6e place des charts britanniques.
En 2008 paraît Lessons to Be Learned, premier album de la jeune chanteuse australienne Gabriella Cilmi. Le disque est l'aboutissement d'une collaboration de plusieurs années avec l'équipe de Xenomania.
En 2016 il participe au disque Stay Together du groupe Kaiser Chiefs, ajoutant un son dance music, voire disco, aux compositions généralement plus rock du groupe. Brian Higgins est le réalisateur du disque et le groupe reçoit un crédit de compositeur sur chacune des 11 pistes, avec des crédits individuels additionnels pour Alexander Barrett et Miranda Cooper, entre autres, sur certaines chansons.

### Les projets avortés
En 2004, le groupe New Order s'est adressé à Brian Higgins pour produire de nouveaux morceaux, mais ne les a pas retenus. Selon le bassiste du groupe, Peter Hook : « Nous n'avons pas retenu les morceaux enregistrés avec Brian Higgins, nous ne les aimions pas. Il a fait du bon boulot avec Girls Aloud, mais pas avec nous. » (« We scrapped the Brian Higgins stuff because we didn’t like it, I thought he did quite a good job on Girls Aloud but he didn’t do a good job on us. »)
En 2008, le groupe Franz Ferdinand a enregistré plusieurs morceaux sous la houlette de Brian Higgins, en vue de leur troisième album, mais a annoncé l'arrêt de la collaboration avec le producteur. Le chanteur Alex Kapranos a déclaré à ce sujet : « La collaboration était stimulante, mais n'a pas fonctionné. Nous nous sommes aperçu que même si nous aimons jouer des mélodies pop, mais nous ne sommes pas un groupe pop. » (« It was inspiring but it didn't work out completely in the end. I suppose what we discovered is that although we love playing pop melodies, we're not a pop group. »),

## Discographie partielle

### Albums
- 1997 : Dannii Minogue, Girl (Warner)
- 2002 : Saint Etienne, Finisterre (Mantra Records)
- 2002 : Sugababes, Angels with Dirty Faces (Island Records)
- 2003 : Natacha Atlas, Something Dangerous (Mantra Records)
- 2003 : Girls Aloud, Sound of the Underground (Polydor)
- 2003 : Sugababes, Three (Island Records)
- 2004 : Girls Aloud, What Will The Neighbours Say? (Polydor)
- 2004 : Kylie Minogue, Ultimate Kylie (EMI Group)
- 2005 : Texas, Red Book (Mercury Records)
- 2005 : Girls Aloud, Chemistry (Polydor)
- 2005 : Rachel Stevens, Come and Get It (Polydor)
- 2007 : Girls Aloud, Tangled Up (Fascination Records)
- 2007 : Sophie Ellis-Bextor, Trip the Light Fantastic (Fascination Records)
- 2007 : Sugababes, Change (Island Records)
- 2008 : Gabriella Cilmi, Lessons to Be Learned (Island Records)
- 2008 : Alesha Dixon, The Alesha Show (Warner)